# السيرة المتشرعة
السيرة المتشرعة هي مصطلح أصولي حيث ظهر منذ قرنين في أصول الشيعة و يرى الشيعة أنّها إحدى الطرق القطعية لإثبات صدور ما ينسب إلى النبي والأئمة الإثناعشرية.

## التعريف
السيرة:مصدر سار، بمعنى الطريقة أو السلوك، و السيرة المتشرعة هو تسالم المسلمين على فعل شيء أو تركه بما هم مسلمون وبما هم متشرعة. لقد ورد في كلام العلماء الشيعة أنّ السيرة المتشرعة هي إتجاه المتشرعين بسلوك معينة، قريبة أو معاصرة لعصر المعصومين ولكن إشترطوا عنصر التديّن لدى الطائفة المتشرعة ويعتقدون أنّها كاشفة عن الدليل الشرعى.

### دليلها
تعتقد الشيعة بأنّ السيرة المذكورة لا احتمال فيها للردع من قبل الشارع استناداًَ إلى محال استقرار سيرة المسلمين وإستمرار عملهم على تلك السيرة، من دون أن يكون أمر شرعي.

## طالع ايضاً
- السيرة
- السيرة النبوية
- السيرة الذاتية